# Britton Johnsen
Britton Weaver Johnsen (Salt Lake City, 8 luglio 1979) è un ex cestista statunitense, professionista nella NBA e in Europa.

## Palmarès

### Squadra
- Coppa di Francia: 1

Pau-Orthez: 2007

### Individuale
- McDonald's All-American Game (1997)
- All-NBDL Second Team (2004)